# Drwinia (plaats)
Drwinia is een dorp in het Poolse woiwodschap Klein-Polen, in het district Bocheński. De plaats maakt deel uit van de gemeente Drwinia.